# Erica Lindbeck
Erica Lindbeck (Boston, 29 maggio 1992) è una doppiatrice statunitense.
Come doppiatrice ha prestato la voce a diversi personaggi dei videogiochi e anime come ad esempio Blaze the Cat (a partire dal Team Sonic Racing) della serie Sonic, Futaba Sakura in Persona 5, Yuki Kaizuka (ed. inglese) in Aldnoah.Zero, Cassie Cage in Mortal Kombat 11, Loona in Helluva Boss, Zoe in League of Legends, Loa in Pacific Rim - La zona oscura e Vyce in Omega Strikers.

## Ruoli interpretati

### Serie animate
- Arcane (Elora)
- Avengers Assemble (Jane Foster/Thor)
- DC Super Hero Girls (Mera)
- Smiling Friends (Jennifer, Brittney)
- The Owl House - Aspirante strega (Emira Blight)
- ThunderCats Roar (Cheetara, Wilykit)
- Transformers: Robots in Disguise (serie animata 2015) (Windblade)
- Devil May Cry (Kalina Ann)

### Anime
- Berserk (2016) (Farnese de Vandimion)
- Fate/Apocrypha (Saber rosso/Mordred)
- FLCL: Alternative (Hijiri)
- Gli Avengers del futuro (Carol Danvers/Capitan Marvel, Medusa)
- Hunter × Hunter (2011) (Pakunoda)
- Lupin the IIIrd - La lapide di Jigen Daisuke (Regina Marta)
- Mob Psycho 100 (Tsuchiya)
- My Hero Academia (Lady Nagant/Kaina Tsutsumi)
- Naruto: Shippuden (Kanna, Haori)
- Promare (Heris Ardbert, Thyma)
- Neon Genesis Evangelion (Ritsuko Akagi (doppiaggio Netflix))
- Pacific Rim - La zona oscura (Loa)
- Persona 5: The Animation (Futaba Sakura)

### Film animati
- Dragon Ball Super - Broly (Cheelai)

### Videogiochi
- BlazBlue: Cross Tag Battle (Yuzuriha)
- Bloodstained: Ritual of the Night (Miriam)
- Catherine: Full Body (Futaba Sakura)
- Code Vein (Coco)
- Cyberpunk 2077 (Meredith Stouth, Misty Olszewski, Spider Murphy)
- Danganronpa Another Episode: Ultra Despair Girls (Kotoko Utsugi)
- Darksiders III (umana)
- Desperados III (Kate O'Hara)
- Elsword (Rose)
- Final Fantasy VII Remake (Jessie)
- Final Fantasy XIV (voce addizionale)
- Fire Emblem Heroes (Celica, Myrrh)
- Fire Emblem Echoes: Shadows of Valentia (Celica)
- Fire Emblem Warriors (Celica)
- Fire Emblem: Engage (Celica)
- Genshin Impact (Chevreuse)
- God of War Ragnarök (Hrist)
- Granblue Fantasy: Versus (Katalina, War Mecha Katapillar)
- Granblue Fantasy: Versus Rising (Katalina, War Mecha Katapillar)
- Grand Kingdom (Gladius Ringland)
- Helldivers 2 (voce di helldiver 1)
- Hi-Fi Rush (Peppermint)
- Fortnite (AMIE)
- League of Legends (Taliyah, Zoe)
- Like a Dragon: Infinite Wealth (voce addizionale)
- Lost Judgment (Yoko Sawa)
- Mario & Sonic ai giochi olimpici di Tokyo 2020 (Blaze the Cat, Omochao)
- Marvel: La Grande Alleanza 3: L'Ordine Nero (Carol Denvers/Capitan Marvel, Psylocke)
- Marvel Future Revolution (Carol Denvers/Capitan Marvel)
- Marvel's Midnight Suns (Carol Denvers/Capitan Marvel)
- Marvel's Spider-Man (Felicia Hardy/Gatta Nera)
- Marvel's Spider-Man 2 (Felicia Hardy/Gatta Nera)
- Mega Man 11 (Roll)
- Mortal Kombat 11 (Cassie Cage)
- Nier: Automata (Anemone)
- Omega Quintet (Kyouka)
- Omega Strikers (Vyce)
- Persona 5 (Futaba Sakura)
- Persona 5: Dancing in Starlight (Futaba Sakura)
- Persona 5 Royal (Futaba Sakura)
- Persona 5 Strikers (Futaba Sakura)
- Persona 5 Tactica (Futaba Sakura)
- Phoenix Wright: Ace Attorney - Spirit of Justice (Ema Skye)
- Pokémon Masters EX (Chette, Marzia)
- Saints Row (2022) (voce giocatore 2)
- Serious Sam 4 (Hellfire)
- Shadow Generations (Omochao, Blaze the Cat)
- Shin Megami Tensei IV: Apocalypse (Asahi)
- Shin Megami Tensei V (Sahori Itsukishima)
- Silent Hope (Fighter)
- Soulcalibur VI (Sophitia Alexandra)
- Soul Hackers 2 (Milady)
- Star Ocean: The Divine Force (Elena)
- Star Wars: Squadrons (Voce Pilota X-Wing)
- Street Fighter V (Menat)
- Super Smash Bros. Ultimate (Futaba Sakura)
- Tales of Berseria (Magilou)
- Tales of Arise (Shionne Imeris)
- Team Sonic Racing (Omochao, Blaze the Cat)
- Tell Me Why (Alyson Ronan)
- The Last of Us Parte II (miliziana del WLF)
- Valkyria Revolution (Brunhilde)
- WarioWare Gold (Ashley, Mimi)
- WarioWare: Get It Together! (Ashley)
- WarioWare: Move It! (Ashley)

### Web serie
- Pokémon Generazioni (Lorelei)
- Helluva Boss (Loona)

## Doppiatrici italiane
Da doppiatrice è stata sostituita da:
- Tania De Domenico in Mario & Sonic ai giochi olimpici di Tokyo 2020, Team Sonic Racing, Shadow Generations
- Stefania De Peppe in Pokémon Generazioni
- Deborah Morese in WarioWare Gold, WarioWare: Get It Together!, WarioWare: Move It!
- Chiara Francese in Marvel's Spider-Man, Mortal Kombat 11, Spider-Man 2
- Sara Ballerani in Remnant II
- Fabrizia Albertoni in XCOM: Chimera Squad
- Perla Liberatori in Fortnite
- Annalisa Longo in Cyberpunk 2077 (Misty Olszewski)
- Marcella Silvestri Cyberpunk 2077 (Meredith Stouth)
- Mattea Serpelloni in Arcane
- Lucrezia Marricchi in Monster Hunter - Legends of the Guild